# Immortals (Lied)
Immortals ist ein Rocksong der US-amerikanischen Rockband Fall Out Boy. Er wurde 2014 für den Film Baymax – Riesiges Robowabohu der Walt Disney Animation Studios produziert. Die Single-Version wurde am 14. Oktober 2014 von Walt Disney Records als Download veröffentlicht.

## Hintergrund und Komposition
Disney bat die Band, den Song für eine Filmsequenz des Films Baymax zu schreiben und zu performen und haben dafür Geschichte von den Produzenten erklärt bekommen.
Am 15. Dezember 2015, als das bevorstehende Album American Beauty / American Psycho der Band zur Vorbestellung bereitgestellt wurde, wurde bekannt, dass es auf Track 10 erscheinen wird. Am 12. Januar 2015 wurden die sechs noch unveröffentlichten Songs des Albums, einschließlich „Immortals“, für YouTube zur Verfügung gestellt. Eine Remix-Version enthält Vocals von einem Mitglied von The Roots und Black Thought und erschien auf dem Remix-Album Make America Psycho Again.

## Musikvideo
Ein Musikvideo wurde mit dem Lied veröffentlicht, das die vier Mitglieder der Band zeigt, die zu einer Jukebox gehen und sich dafür entscheiden, die Single zu spielen. Die Vinyl-LP, auf der das Lied gespielt wird, ist weiß und zeigt das Gesicht von Baymax.
Ein zweites Musikvideo für die Albumversion der Band wurde am 24. Dezember 2014 veröffentlicht. Es besteht aus Szenen aus dem Film, die mit dem Live-Auftritt von Fall Out Boy verbunden waren. Es wurde am 10. Tag von „12 Days of FOB“ veröffentlicht, bei dem die Band exklusive Videos, Bilder oder Texte veröffentlichte.

## Kommerzieller Erfolg

### Chartplatzierungen
Während der Woche, die am 29. November 2014 endete, wurden über 25 Tausend Downloads verkauft und der Song erreichte Platz 9 der US Billboard Hot Rock Songs und schaffte es später in die Billboard Hot 100 auf Platz 96. In der Woche bis zum 14. März, kam der Song wieder in die Charts auf Platz 78, nachdem Baymax einen Oscar erhalten hat. In der Woche danach erreichte der Songs seine Höchstplatzierung bei Platz 72.
| ChartsChartplatzierungen       | Höchstplatzierung | Wochen |
| ------------------------------ | ----------------- | ------ |
| Vereinigte Staaten (Billboard) | 72 (8 Wo.)        | 8      |
| Vereinigtes Königreich (OCC)   | 84 (3 Wo.)        | 3      |

### Auszeichnungen für Musikverkäufe
| Land/Region                  | Auszeichnungen für Musikverkäufe (Land/Region, Auszeichnung, Verkäufe) | Verkäufe  |
| ---------------------------- | ---------------------------------------------------------------------- | --------- |
| Brasilien (PMB)              | Gold                                                                   | 30.000    |
| Dänemark (IFPI)              | Gold                                                                   | 45.000    |
| Neuseeland (RMNZ)            | Platin                                                                 | 30.000    |
| Vereinigte Staaten (RIAA)    | 4× Platin                                                              | 4.000.000 |
| Vereinigtes Königreich (BPI) | Platin                                                                 | 600.000   |
| Insgesamt                    | 2× Gold · 6× Platin ·                                                  | 4.705.000 |